# بوتکا
بوتکا ( روسی: Бутка) روستایی است در ناحیه تالیتسکی ، استان سوردلوفسک، روسیه. این شهر به عنوان زادگاه نخستین رئیس جمهور فدراسیون روسیه، بوریس یلتسین شناخته می شود.